# Shanghaiexpressen
Shanghaiexpressen är en amerikansk film från 1932 i regi av Josef von Sternberg. Filmen vann en Oscar för bästa foto, och var även nominerad i kategorierna bästa film och bästa regi.

## Handling
Shanghai Lily färdas med tåg mot Shanghai och under resans gång stöter hon på en man från sitt förflutna.

## Rollista
- Marlene Dietrich - Shanghai Lily
- Clive Brook - 'Doc' Harvey
- Anna May Wong - Hui Fei
- Warner Oland - Henry Chang
- Eugene Pallette - Sam Salt
- Lawrence Grant - Mr. Carmichael
- Louise Closser Hale - Mrs. Haggerty
- Gustav von Seyffertitz - Eric Baum
- Emile Chautard - Lenard